# 11499 Duras
11499 Duras eller 1989 RL är en asteroid i huvudbältet som upptäcktes den 2 september 1989 av den belgiske astronomen Eric W. Elst vid La Silla-observatoriet. Den är uppkallad efter den franska författarinnan Marguerite Duras.